# Jules-Émile Péan
Jules-Emile Péan (* Marboué, a quatro quilómetros de  de Châteaudun, 29 de Novembro de  1830  †  Paris , 30 de Janeiro de  1898)  foi um cirurgião francês.
Ficou conhecido pela inovação que concebeu  nos procedimentos operatórios de tipo ginecológico, tendo sido o primeiro a realizar a ablação de um quisto do ovário (1864). Inventou também novos instrumentos no seio da ginecologia, como a pinça de Péan, hoje utilizado em todos os blocos de partos.
Foi membro da Academia de Medicina e professor na Universidade de Paris. 

## Obras
- Ovariotomie et splenotomie
- De la forcipressure